# Мисливці за скарбами (фільм, 2014)
Мисливці за скарбами (англ. The Monuments Men) — американсько-німецький біографічний бойовик режисера, продюсера, сценариста Джорджа Клуні 2014 року. У головних ролях Джордж Клуні, Метт Деймон, Білл Мюррей. Стрічку створено на основі однойменної книги Роберта М. Едселя і Брета Віттера.
Продюсером і сценаристом також був Ґрант Геслов. Вперше фільм планують продемонструвати у лютому 2014 року у Німеччині на 64-му Берлінському кінофестивалі. В Україні в кінопрокаті прем'єра фільму відбулася 13 лютого 2014 року.

## Сюжет
Під час Другої світової війни нацисти грабунками зібрали в Німеччині багато творів мистецтва. Проте нацистів майже перемогли, і для того, щоб скарби мистецтва не були втрачені, до Німеччини напередодні її капітуляції вирушає група істориків, реставраторів і музейних кураторів.

## У ролях
| Актор          | Персонаж                                    | Роль                           |
| -------------- | ------------------------------------------- | ------------------------------ |
| Джордж Клуні   | Френк Стоукс англ. Frank Stokes             | американський реставратор      |
| Метт Деймон    | Джеймс Грейнджер англ. James Granger        | американський музейний куратор |
| Білл Мюррей    | Річард Кемпбелл англ. Richard Campbell      | сержант                        |
| Джон Гудмен    | Волтер Ґарфілд англ. Walter Garfield        | сержант                        |
| Жан Дюжарден   | Жан-Клод Клермон англ. Jean-Claude Clermont | лейтенант                      |
| Боб Балабан    | Престон Селвітц англ. Preston Savitz        | рядовий                        |
| Г'ю Бонневілль | Дональд Джеффріс англ. Donald Jeffries      | 2-й лейтенант                  |
| Кейт Бланшетт  | Клер Сімон англ. Claire Simone              | історик                        |

## Сприйняття

### Критика
Станом на 23 січня 2014 року рейтинг очікування фільму на сайті Rotten Tomatoes становив 98 % з 27,461 голосу.
Фільм дістав змішано-негативні відгуки: Rotten Tomatoes дав оцінку 34 % на основі 166 відгуків від критиків (середня оцінка 5,2/10) і 56 % від глядачів із середньою оцінкою 3,3/5 (37,829 голосів). Загалом на сайті фільми має негативний рейтинг, фільму зарахований «гнилий помідор» від кінокритиків і «розсипаний попкорн» від глядачів, Internet Movie Database — 6,7/10 (3 187 голосів), Metacritic — 52/100 (41 відгук критиків) і 5,8/10 від глядачів (27 голосів). Загалом на цьому ресурсі від критиків і від глядачів фільм дістав змішані відгуки.

### Касові збори
Під час показу у США, що розпочався 7 лютого 2014 року, протягом першого тижня фільм показали у 3 083 кінотеатрах і він зібрав 22 003 433 $, що на той час дозволило йому зайняти 2-е місце серед усіх прем'єр. Станом на 10 лютого показ фільму триває 3 дні (0,6 тижня) і за цей час фільм зібрав у прокаті у США 23 625 813  доларів США, а у решті країн 16 200 000 $, тобто загалом 25 431 189 $ при бюджеті 65 млн $.

### Виноски
1. 1 2  The Monuments Men: Release Info (англ.). Internet Movie Database. Архів оригіналу за 25 січня 2014. Процитовано 23 січня 2014.
2. 1 2  Мисливці за скарбами. Kino-teatr.ua. Архів оригіналу за 3 лютого 2014. Процитовано 23 січня 2014.
3. 1 2 3 4 5 6  The Monuments Men (англ.). Box Office Mojo. Архів оригіналу за 12 липня 2017. Процитовано 12 лютого 2014.
4. 1 2  The Monuments Men (англ.). The Numbers. Процитовано 12 лютого 2014.
5. 1 2  The Monuments Men (англ.). Internet Movie Database. Архів оригіналу за 16 квітня 2016. Процитовано 12 лютого 2014.
6. ↑  The Monuments Men (англ.). Allmovie. Архів оригіналу за 22 березня 2014. Процитовано 23 січня 2014.
7. 1 2  The Monuments Men: Full Cast & Crew (англ.). Internet Movie Database. Архів оригіналу за 9 лютого 2014. Процитовано 23 січня 2014.
8. ↑  The Monuments Men (англ.). Rotten Tomatoes. Архів оригіналу за 11 лютого 2014. Процитовано 12 лютого 2014.
9. ↑  The Monuments Men (англ.). Metacritic. Архів оригіналу за 1 листопада 2017. Процитовано 12 лютого 2014.